# Clay County (Florida)
Clay County is een county in de Amerikaanse staat Florida.
De county heeft een landoppervlakte van 1.557 km² en telt 140.814 inwoners (volkstelling 2000). De hoofdplaats is Green Cove Springs.

## Bevolkingsontwikkeling

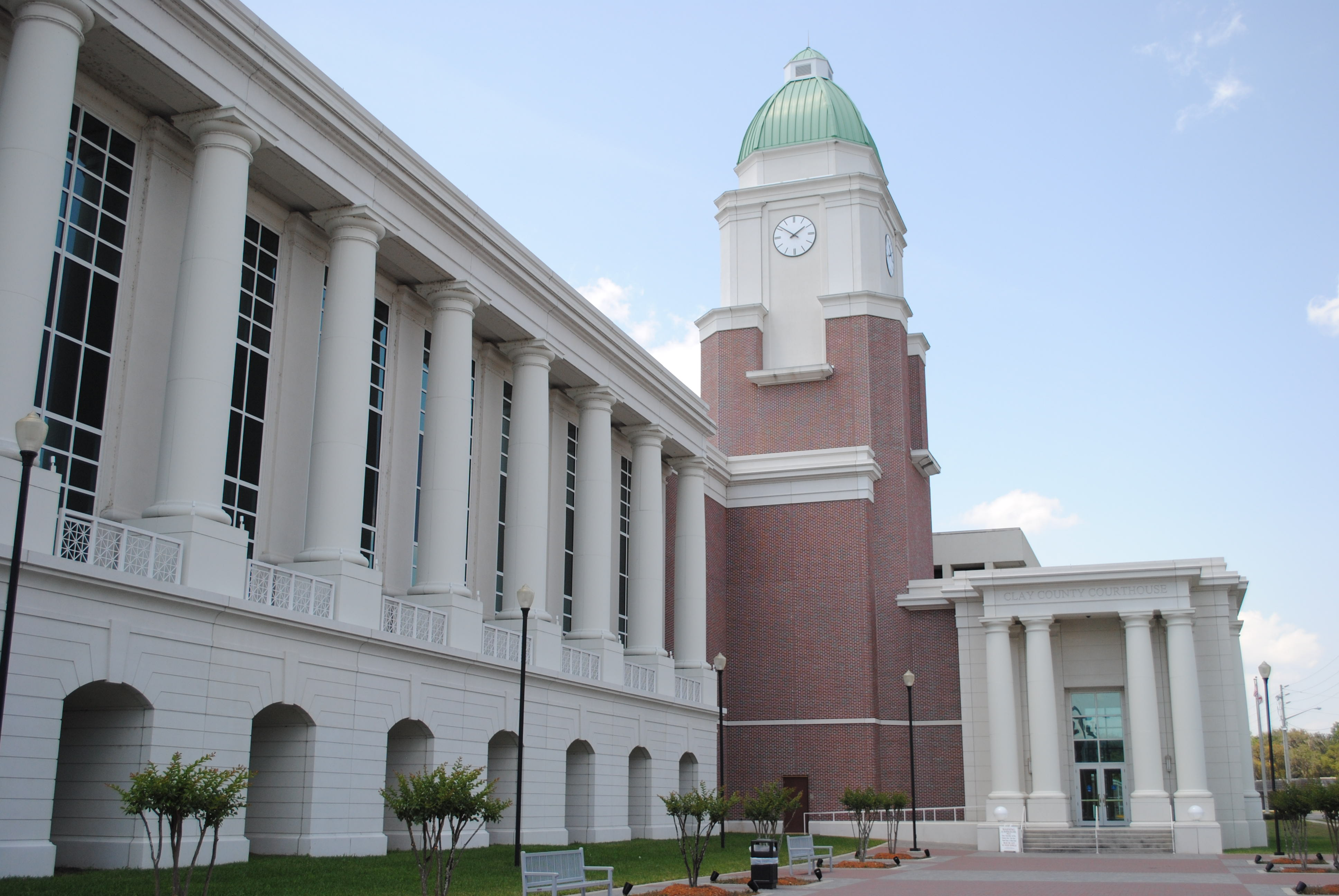
Clay County Courthouse